# Mattias Zachrisson
Mattias Zachrisson (Huddinge, 22 de agosto de 1990) es un exjugador de balonmano sueco que jugaba de extremo derecho. Su último equipo fue el Füchse Berlin. Fue un componente de la selección de balonmano de Suecia.
Con la selección ganó la medalla de plata en los Juegos Olímpicos de Londres 2012 y en el Campeonato Europeo de Balonmano Masculino de 2018.
Se retiró en noviembre de 2020, y con sólo 30 años, debido a una lesión en el hombro.

## Palmarés

### Füchse Berlin
- Copa de Alemania de balonmano (1): 2014
- Copa EHF (2): 2015, 2018
- Mundialito de clubes (2): 2015, 2016

## Clubes
- IF Guif ( -2013)
- Füchse Berlin (2013-2020)